# Football Club Neapolis 2009-2010
Questa pagina raccoglie le informazioni riguardanti il Football Club Neapolis nelle competizioni ufficiali della stagione 2009-2010.

## Risultati

### Serie D

#### Poule scudetto
| 6 giugno 2010 Giornata 2 | Neapolis | 3 – 2 | Milazzo |  |

| 13 giugno 2010 Giornata 3 | Fondi | 0 – 2 | Neapolis |  |

| 17 giugno 2010 Semifinali | Montichiari | 3 – 1 | Neapolis |  |